# إيرين فوغن
إيرين فوغن (بالإنجليزية: Erin Vaughan)‏ هي مدربة كرة قدم ولاعبة كرة قدم بريطانية، ولدت في 15 فبراير 1986 في نيوبورت في المملكة المتحدة. شاركت مع منتخب ويلز لكرة القدم للسيدات. أما مع النوادي، فقد لعبت مع أستون فيلا للسيدات.

## وصلات خارجية
- إيرين فوغن على موقع الاتحاد الأوربي (الإنجليزية)